# 2324 Janice
2324 Janice eller 1978 VS4 är en asteroid i huvudbältet som upptäcktes den 7 november 1978 av de båda amerikanska astronomerna Eleanor F. Helin och Schelte J. Bus vid Palomarobservatoriet. Den är uppkallad efter Janice Cline.
Asteroiden har en diameter på ungefär 28 kilometer och den tillhör asteroidgruppen Themis.